# Alfred Douglas Hardy
Alfred Douglas Hardy (1870-1958) fue un naturalista australiano y coleccionista aficionado de especímenes de algas de agua dulce.
Trabajó como dibujante y director botánico de la Comisión Forestal Victoriana hasta su jubilación en 1936. También fue un naturalista aficionado, inicialmente con intereses diversos pero más tarde especializado en las algas de agua dulce. Envió muchos especímenes a George Stephen West, algunos de los cuales se describe como especie nueva por West. En 1909, West publicó un artículo importante sobre las algas de agua dulce del embalse Yan Yean, basado enteramente en los especímenes recogidos por Hardy. Una de las nuevas especies publicadas en él se llamó Debarya hardyi en honor de Hardy. También en 1909, la Melbourne & Metropolitan Board of Works lo nombró "algologista honorario", una posición que él llevó a cabo por el resto de su vida. Su posición le obligaba a proporcionar informes que enumeraban las especies de algas que se encuentran en los distintos embalses gestionados por la Junta de Obras. Además de estos informes no publicados, Hardy publicó al menos 14 artículos de las algas de agua dulce de Victoria, la mayoría en Victorian Naturalist.
- La abreviatura «A.D.Hardy» se emplea para indicar a Alfred Douglas Hardy como autoridad en la descripción y clasificación científica de los vegetales.[2]